# Balliu MTC

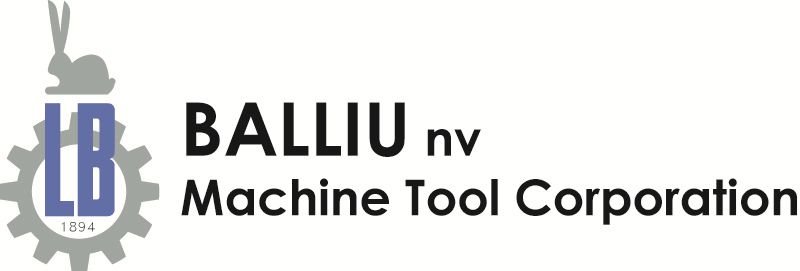
Logo Balliu

Balliu MTC is een Belgische machinebouwer, gespecialiseerd in allerlei lasertoepassingen, met soms zeer complexe (robot)sturingen. Het bedrijf richt zicht voornamelijk op klantspecifieke toepassingen, die kunnen variëren van losstaande machines tot compleet geïntegreerde productielijnen, waarbij de laserbewerkingen worden omringd door allerlei automatiseringen, met ook robots.

## Geschiedenis
Leopold Balliu richt in 1894 het bedrijf op in de Engelbert Van Arenbergstraat (nabij Dampoort) in Gent. Balliu krijgt snel een sterke reputatie in de machinebouw.
In 1900 slaagt het bedrijf erin de intensieve manuele bewerking van konijnenvellen voor de hoedenindustrie (vilt) te automatiseren.
In 1982 wordt op basis van een freesmachine de eerste lasersnijmachine voor de industrie ontwikkeld. De "Colos". Nieuwe ontwikkelingen en toepassingen volgen elkaar snel op en in 1996 ontwerpt Balliu, als pionier, de eerste laser machine met lineaire motoren.
Wegens plaatsgebrek worden vaak ruimtes gehuurd op andere locaties in Gent, zoals de Afrikalaan en Dok Noord. Daarom wordt eind jaren 90 een industrieel gebouw opgericht in Lokeren. Vanaf 1998 verhuizen de diverse afdelingen om beurten naar de nieuwe locatie.
Balliu treedt in 2002 toe tot de Ogepargroep (tevens eigenaar van Anglo Belgian Corporation, Callens Pompen en Gentse Metaalwerken). Dan wordt ook de Gentse vestiging verkocht.

## Afbeeldingen

Eerste vestiging van Balliu in Gent
Vestiging in Lokeren
Een productielijnproject